# A sangue freddo - Beyond Hypothermia
A sangue freddo - Beyond Hypothermia (攝氏32度S, Sip si 32 doeP, lett. "32 gradi"), noto anche con i titoli internazionali Beyond Hypothermia e Unfix, è un film del 1996 diretto da Patrick Leung.

## Trama
Shu Li Han è un abilissimo sicario, la quale è costretta a cambiare costantemente identità in seguito ai "contratti" eseguiti. La giovane è caratterizzata da una temperatura corporea molto più bassa del normale, 32 gradi, cosa che la porta ad agire letteralmente "a sangue freddo". Segretamente, Li han sente una grande necessità d'affetto e, pur introversa, si innamora del venditore di spaghetti Long Shek. Tuttavia Yichin, un assassino sudcoreano che si era inimicata durante una precedente missione, ha intenzione di ucciderla e si mette alla ricerca di entrambi. Pur inseguendo disperatamente la felicità, alla fine tutti e tre saranno destinati a soccombere.

## Distribuzione
In Corea del Sud, la pellicola è stata distribuita a partire dal 21 settembre 1996, mentre a Hong Kong a partire dal 18 ottobre dello stesso anno. In Italia la pellicola è stata distribuita direttamente in DVD, a partire dal 6 aprile 2005, da Mondo Home Entertainment.